# Hernando del Castillo
Hernando del Castillo (segles XV-XVI) va ser un llibreter i editor castellà. Compilà i edità a València el Cancionero general (1511).